# Baranyntsi (gemeente)
Baranyntsi (Oekraïens: Баранинці, Hongaars Baranya) is een gemeente in het rajon Oezjhorod in Oekraïne. De gemeente had in 2001 in totaal 10.787 inwoners.
De gemeente bestaat uit de volgende dorpen (Oekraïens en Hongaarse namen tussen haakjes)
- Baranyntsi (Баранинці, Baranya) 1603 inwoners (69 Hongaren)
- Barvinok (Барвінок, Börvinges) 413 inwoners
- Veliki Lazy (Великі Лази, Nagyláz) 1423 inwoners
- Hlyboke (Глибоке, Mélyút/Kisluboka) 577 inwoners
- Dovne Pole (Довге Поле, Unghosszúmező) 595 inwoners
- Nyzhnje Solotvino (Нижнє Солотвино, Alsószlatina) 834 inwoners
- Pidhorb (Підгорб, Hegyfark) 406 inwoners
- Ruski Komarivtsi (Руські Комарівці, Oroszkomoró/Oroszkomoróc) 1573 inwoners waarvan 16,18% Hongaren in 2001
- Strypa (Стрипа, Sztrippa) 469 inwoners
- Kolmets (Холмець, Korláthelmec) 51,05% Hongaren in 2001
- Tsihanivtsi (Циганівці, Cigányos/Cigányóc) 416 inwoners
- Arok (Ярок, Árok) 725 inwoners

Baranyntsi ligt aan de oever van de rivier de Towa (Това) op ongeveer 7 Kilometer ten zuidoosten van de stad Oezjhorod.
Tot 1919 behoorde het dorp tot Oostenrijk-Hongarije, daarna als deel van Karpato-Oekraïne tot Tsjechoslowakije. In de periode 1938–1945 behoorde het weer toe tot Hongarije. In 1945 werden het dorp en de gemeente deel van de Sovjetrepubliek Oekraïne en vanaf 1991 is het deel van het onafhankelijke Oekraïne.